# Борис Сандански
Борис Костадинов Сандански е български краевед, поет, журналист и историк.

## Биография
Борис Сандански е роден на 16 април 1934 г. в Ново село, на няколко километра северно от днешния град Кресна. Баща му е от рода на Иван и Яне Сандански, а майка му е дъщеря на революционера от ВМОК Харалампи Дулев от Дулевата махала на Ощава, куриер на Дончо Златков. През 1946 г. семейството се премества в Кресна, където той завършва основното си образование. През 1953 г. завършва икономически техникум в Благоевград.
Между 1957 и 1982 г. работи и заема висши постове в местните ТКЗС. През 1959 г. се жени за Богданка Вангелова, с която имат дъщеря Снежана. Участва в културния и спортния живот на Кресна, като през 1963 г. влиза в съюза на писателите в Благоевград. Публикува в редица печатни издания поезия и научни трудове.
През 1982 г. става председател на БЗНС в Кресна и основател и член на КС на СДС. Общински съветник е в периодите 1987 – 1991 и 1995 – 1999 г. През 2008 г. участва в честването на Кресненско-Разложкото въстание в Кресна, организирано от ОМО Илинден-Пирин, и на което представя своя нова книга.
Награден е с редица отличия, най-важно сред които е орден „Св. св. Кирил и Методий“. През 2010 г. Борис Сандански е отличен като „почетен гражданин на Кресна“.